# Joan García
Joan García Pons (ur. 4 maja 2001 w Sallent de Llobregat) – hiszpański piłkarz grający na pozycji bramkarza w hiszpańskim klubie FC Barcelona. Młodzieżowy reprezentant Hiszpanii.

## Życiorys
Urodził się w Sallent de Llobregat w prowincji Barcelona. W 2016 dołączył do akademii Espanyolu, którego jest wychowankiem. Występował w młodzieżowych reprezentacjach Hiszpanii. W sezonie 2021/2022 zadebiutował w dorosłej drużynie Espanyolu. 18 czerwca 2025 ogłoszony został jego transfer do FC Barcelony, która aktywowała wynoszącą 25 milionów euro klauzulę odstępnego.

## Sukcesy

### Klubowe
- Segunda División – zwycięstwo (2020/2021)[6]

### Reprezentacyjne
- Igrzyska Olimpijskie – złoty medal (2024)[6]

### Indywidualne
- Najlepszy piłkarz sezonu espanyolu – (2023/2024)[7]
- La liga najlepsza interwencja miesiąca – styczeń 2025[8], marzec 2025[9]
- La Liga drużyna sezonu – 2024/2025[10]